# Helmut Gröner
Helmut Gröner (* 12. Oktober 1930 in Neuwied; † 27. Juli 2006) war ein deutscher Wirtschaftswissenschaftler.

## Leben
Nach der Promotion 1963 und der Habilitation 1971 an der Universität Bonn wurde er 1973 auf den Lehrstuhl für Volkswirtschaftslehre an die Universität Duisburg berufen. Sein akademischer Lehrer war Fritz W. Meyer. Er folgte 1977 dem Ruf auf den Lehrstuhl für Volkswirtschaftslehre I an der Universität Bayreuth an. Die Emeritierung erfolgte 1995.

## Schriften (Auswahl)
- mit Ernst-Joachim Mestmäcker und Jürgen Basedow: Die Gaswirtschaft im Binnenmarkt. Beiträge zur gemeinschaftsrechtlichen und ordnungspolitischen Diskussion von Marktordnungen, Common Carriage und Preistransparenz. Baden-Baden 1990, ISBN 3-7890-2073-7.
- mit Andreas Knorr: Marktöffnung im Postwesen durch Lizenzierung?. Tübingen 1995, ISBN 3-16-146392-7.
- mit Helmut Köhler und Andreas Knorr: Liberalisierung der Telekommunikationsmärkte. Wettbewerbspolitische Probleme des Markteintritts von Elektrizitätsversorgungsunternehmen in die deutschen Telekommunikationsmärkte. Bern 1995, ISBN 3-258-05227-1.
- mit Andreas Knorr: Verdrängungswettbewerb im Frachtpostsektor?. Tübingen 1999, ISBN 3-16-147161-X.